# Ostrya yunnanensis
Ostrya yunnanensis  ist eine Pflanzenart aus der Gattung Hopfenbuchen (Ostrya) in der Unterfamilie der Haselnussgewächse (Coryloideae) innerhalb der Familie der Birkengewächse (Betulaceae). Dieser Endemit kommt nur im Luquan Xian im nordwestlichen Teil der chinesischen Provinz Yunnan vor. 

## Beschreibung

### Vegetative Merkmale
Ostrya yunnanensis ist ein Baum, der Wuchshöhen von bis zu 20 Metern erreicht. Die Borke ist dunkel-grau. Die Rinde der Zweige ist rötlich-braun, gestreift, dicht behaart und später verkahlend.
Die wechselständig an den Zweigen angeordneten Laubblätter sind in Blattstiel und -spreite gegliedert. Der 5 bis 10 Millimeter lange Blattstiel ist dicht gelb filzig behaart. Die einfache Blattspreite ist bei einer Länge von 5 bis 10 Zentimetern sowie einer Breite von 2 bis 2,5 Zentimetern lanzettlich bis länglich-lanzettlich mit lang-zugespitztem und geschwänztem oberen Ende, mit keilförmiger selten rundlicher Basis und doppelt stachelspitzig gesägtem Blattrand. Es werden 18 bis 20 Nervenpaare im Abstand von 4 bis 5 Millimetern gebildet. Die Blattunterseite ist dicht gelb filzig behaart und zeigt Achselbärte, die -oberseite ist spärlich fein behaart.

### Generative Merkmale
Ostrya yunnanensis blüht von Juni bis Juli, die Früchte reifen von Juli bis August.
Ostrya yunnanensis ist einhäusig getrenntgeschlechtig (monözisch). Weibliche Blütenstände sind aufrecht, dicht traubig und 4 bis 6 Zentimeter lang. Der Blütenstandsschaft ist etwa 2 Zentimeter lang und dicht gelb-filzig behaart. Die Tragblätter sind bei einer Länge von 1,5 bis 2 Zentimetern sowie einer Breite von 0,7 bis 0,9 Zentimetern eiförmig-elliptisch, sackförmig, mit spitzem und stachelspitzigem oberen Ende, mit gerundeter Basis und borstigem Blattrand, häutig, netznervig und angedrückt fein behaart.
Die bei Reife hell-braunen Nussfrüchte sind bei einer Länge von 6 bis 7 Millimetern sowie einem Durchmesser von etwa 3 Millimetern, eiförmig-elliptisch, gerippt, nur an der Spitze zottig behaart, sonst kahl. 

## Vorkommen
Dieser Endemit kommt nur im Luquan Xian im nordwestlichen Teil der chinesischen Provinz Yunnan vor. Ostrya yunnanensis wächst dort in feuchten Wäldern in einer  Höhenlage von etwa 2600 Metern.

## Taxonomie
Die Erstbeschreibung von Ostrya yunnanensis erfolgte 1979 durch Wen Kwang Hu in Hsen Hsu Hu: Acta Phytotaxonomica Sinica, Volume 17, Issue 1, S. 87–88. Das Artepitheton yunnanensis verweist auf das Verbreitungsgebiet in Yunnan.